# Xaer
Xaer ou Axir (em árabe: الشحر‎; romaniz.: Ash-Shihr) é uma cidade da província de Hadramaute, no sul do Iêmen. Segundo censo de 2004, havia 47 663 habitantes.